# Железничка станица Панчевачки мост
Железничка станица Панчевачки мост је једно од стајалишта БГ ВОЗ-а (обе линије). Налази се у насељу Вилине воде у градској општини  Палилула у Београду. Смештена је на  Панчевачком мосту са десне обале реке Дунав. Пруга се наставља ка Вуковом споменику у једном и Крњачи у другом смеру. Железничка станица Панчевачки мост састоји се из два колосека. 2011. године у станици је оспособљен још један колосек, Дунавски колосек, са ког су се извршавали поласци линије приградске железнице Беовоз за Панчево и Војловицу. Поред станице налази се окретница градских аутобуса на линијама 33 (Железничка станица Панчевачки мост - Кумодраж), 37 (Железничка станица Панчевачки мост - Кнежевац), 48 (Железничка станица Панчевачки мост - Миљаковац 3) 58 (Железничка станица Панчевачки мост - Нови Железник) и 96 (Железничка станица „Панчевачки мост” — Борча 3).
| Претходно стајалиште          | БГ воз | БГ воз          | БГ воз | Наредно стајалиште               |
| ----------------------------- | ------ | --------------- | ------ | -------------------------------- |
| Вуков споменик смер Батајница |        | Панчевачки мост |        | Крњача мост смер Панчевачки мост |